# OV dels Bessons
OV dels Bessons (OV Geminorum) és un estel variable situat en la constel·lació dels Bessons de magnitud aparent mitjana +5,87. Es troba a aproximadament 926 anys llum de distància del Sistema Solar.
Catalogada com a geganta blanc-blavosa de tipus espectral B7III o com subgeganta de tipus B6IV, OV Geminorum és un estel peculiar l'anòmala composició química del qual permet englobar-lo dins de dues classes d'estels diferents. En primer lloc, és considerada un estel Bw o estel amb línies febles d'heli, l'abundància superficial del qual d'aquest element és particularment baixa. En segon lloc, és un estel de mercuri-manganès; amb una temperatura efectiva de 14.400 K, és considerada freqüentment l'estel més calent dins d'aquesta classe.
OV Geminorum brilla amb una lluminositat 776 vegades major que la lluminositat solar i el seu radi és 4,2 vegades més gran que el del Sol. La seva velocitat de rotació és de 19,5 km/s, sent est un límit inferior, ja que la velocitat real depèn de la inclinació de l'eix de rotació respecte a nosaltres. Té una massa aproximadament 5 vegades major que la massa solar. Amb una variació en la seva lluentor de 0,01 magnituds, està classificada com un estel Variable SX Arietis, i estan tipificades per l'estel α Sculptoris.